# Копиця Давид Демидович
Копиця Давид Демидович (7 липня 1906, Слобода, тепер у складі міста Хмільник Вінницької області — 15 грудня 1965, Київ) — український письменник, літературознавець, член Спілки письменників України. Депутат Верховної Ради УРСР 3-го скликання. Кандидат у члени ЦК КПУ в 1952—1954 р.

## Біографія

Могила Давида Копиці

Народився 7 липня 1906 року в селі Слободі (тепер Вінницької області) в бідній селянській родині. З юних років працював на плантаціях цукрового заводу, був пастухом. Закінчив семирічну школу. У 1922 році вступив до комсомолу. З 1922 по 1924 рік навчався на Вищих педагогічних курсах у Вінниці, з 1924 по 1926 рік був слухачем Кам'янець-Подільського інституту народної освіти.
У 1929—1930 роках викладав українську мову та літературу в Харківському інституті народного господарства.
1930 року закінчив філологічний факультет Харківського педагогічного інституту професійної освіти, потім аспірантуру Харківського науково-дослідного інституту імені Шевченка.
З 1932 по 1933 рік працював доцентом кафедри літератури Одеського державного університету, одночасно був завідувачем художнього сектору, заступником директора і директором художньої частини Одеської кінофабрики. З 1932 року — редактор Всеукраїнського фотокіноуправління.
У 1934—1936 роках — декан художнього факультету Київського інституту кінематографії.
У 1936—1938 роках — завідувач сценарного відділу, редактор художнього відділу Київської кінофабрики.
Член ВКП(б) з 1938 року.
З 1938 по 1941 рік працював старшим науковим співробітником, вченим секретарем, заступником директора з наукової частини (в 1940—1941 роках) Інституту української літератури імені Тараса Шевченка АН УРСР. У кінці 1930-х років член редакційної колегії ювілейного, до 125-річчя, видання Кобзаря — повної збірки поезій Тараса Шевченка (разом із О. Корнійчуком, П. Тичиною, М. Рильським, Ф. Редько).
Учасник німецько-радянської війни (полковник, командир полку на Ленінградському фронті — 65-й стрілецький полк 43-ї стрілецької дивізії — з 7 січня по 27 листопада 1944-го, був п'ять разів поранений).
У 1945 році, після демобілізації з армії, повертається на роботу заступника директора з наукової частини Інституту української літератури імені Тараса Шевченка АН УРСР у Києві.
У серпні 1946 — 1948 року — заступник начальника Управління пропаганди та агітації ЦК КП(б)У — завідувач відділу друку Управління пропаганди та агітації ЦК КП(б)У. Одночасно з жовтня 1946 по 1948 рік — редактор журналу «Вітчизна». Очолив журнал після сумнозвісної постанови ЦК КП(б)У «Про журнал "Вітчизна"» (жовтень 1946) і фактичного розгрому журналу, коли з посади головного редактора знято Юрія Яновського та посилено партійний контроль над журналом.
З 1948 року — аспірант Академії суспільних наук при ЦК ВКП(б) у Москві.
29 травня 1950 — квітні 1953 року — голова Комітету в справах мистецтв при Раді Міністрів Української РСР. З квітня по травень 1953 року — заступник міністра культури Української РСР.
З травня 1953 року — на науковій роботі в Інституті української літератури імені Тараса Шевченка Академії наук УРСР.
На 1955—1956 роки був директором Київської кіностудії художніх фільмів.
|  | І я побачив, що ніякого ідейного плану в сієї потвори з партбілетом немає. Що се куркуль і кат з дружиною засіли в маєтку, іменуємому Київською студією. Який занепад! Яка деградація! |

описував Олександр Довженко період його керівництва.
З 1960 по 1962 рік — редактор журналу «Вітчизна».
Помер 15 грудня 1965 року в Києві. Похований на Байковому кладовищі (ділянка № 1).

## Творчість
Досліджував творчість Т. Г. Шевченка, І. Я. Франко, опублікував статті про Я. А. Галана, О. Корнійчука, Н. Рибака та інших.
Автор сценаріїв:
- документальних стрічок: «Максим Рильський» (1961), «Розповіді про Шевченка» (1963);
- художніх фільмів: «Коні не винні» (1956), «Пе-коптьор!» (1957).

## Відзнаки
Нагороджений орденами Суворова 3-го ступеня (14.08.1944), Вітчизняної війни 1-го ступеня (30.04.1944), двома орденами Трудового Червоного Прапора, медалями.

## Вшанування пам'яті

меморіальна дошка

22 вересня 1971 року у Києві на будинку по вулиці Пушкінській (сучасна Євгена Чикаленка), 1-3/6, де жив письменник з 1953 по 1965 рік, встановлено бронзову меморіальну дошку з горельєфом Д. Д. Копиці (скульптор А. В. Німенко, архітектор А. Ф. Ігнащенко).

## Твори
- Літературно-критичні статті. — Київ, 1968.